# متنزه غابة فابا
حديقة غابة فابا هي حديقة غابات تقع في غامبيا . تأسست في الأول من يناير عام 1954، وتبلغ مساحتها 517.3 هكتارًا.
ويقدر ارتفاع الحديقة بـ 33 متراً.